# Kom inför Herren med tacksamhet
Kom inför Herren med tacksamhet, gamla och unga är en tackpsalm för tacksägelsedagen av Paul Nilsson från 1908. En textbearbetning gjordes inför publiceringen i 1986 års psalmbok då titelraden ändrades. 
Melodin är upptecknad i Stralsund 1665. Enligt Koralbok för Nya psalmer, 1921 är det en tonsättning från 1600-talet och är samma melodi som används till psalmen Ära ske Herren! Vår hjälpare Herren är vorden (1819 nr 383).

## Publicerad i
- Svenska Missionsförbundets sångbok 1920 som nr 19 under rubriken "Skapelsen"
- Nya psalmer 1921, tillägget till 1819 års psalmbok som nr 638 med titelraden Kommen för Herren med tacksamhet, under rubriken "Det Kristliga Troslivet: Troslivet i hem och samhälle: Jordens fruktbarhet: Vid skördefest".
- 1937 års psalmbok som nr 498 med samma titelrad, under rubriken "Jordens fruktbarhet".
- Den svenska psalmboken 1986, 1986 års Cecilia-psalmbok, Psalmer och Sånger 1987, Segertoner 1988 och Frälsningsarméns sångbok 1990 som nr 168 under rubriken "Tacksägelsedagen".
- Finlandssvenska psalmboken 1986 som nr 181 under rubriken "Kristi kyrka".
- Lova Herren 1988 som nr 790 med titelraden Kommen för Herren under rubriken "Årets tider".
- Cecilia 2013 som nr 13 under rubriken "Lovsång och tillbedjan".